# 阿曽沼慎司
阿曽沼 慎司（あそぬま しんじ、1951年〈昭和26年〉3月5日 - ）は、日本の厚生・厚生労働官僚。

## 来歴
広島県出身。広島学院高等学校を経て、1974年（昭和49年）3月、京都大学経済学部を卒業。
京都大学在学中、大学院に進学して研究者になる道を考えていたが、下宿先の仲間6人のうち5人が医学部の学生であったことから、自身も患者の立場に立った医療行政に携わりたいと思い立ち、厚生省への入省を志望。1973年（昭和48年）8月、国家公務員採用上級甲種試験（経済）に合格。翌1974年（昭和49年）4月、厚生省に入省し、厚生省大臣官房人事課に配属。
厚生省大臣官房総務課広報室長、同老人保健福祉部老人福祉課シルバーサービス指導官、同政策課企画官、年金局年金課長、薬務局経済課長、健康政策局経済課長、同総務課長、厚生労働省大臣官房会計課長、同審議官（医薬保険・医政担当）などを歴任。途中、徳島県庁や社会福祉・医療事業団に出向し、徳島県保健環境部環境保全課長、同企画調整部企画調整課長、社会福祉・医療事業団企画指導部上席調査役、日本貿易振興会ニューヨークセンター駐在員などを務めた。
2003年（平成15年）8月29日、厚生労働省医薬食品局長に就任。
2005年（平成17年）8月26日、厚生労働省大臣官房長に就任。
2006年（平成18年）9月1日、厚生労働省老健局長に就任。
2008年（平成20年）7月11日、厚生労働省社会・援護局長に就任。
2009年（平成21年）7月24日、厚生労働省医政局長に就任。
2010年（平成22年）7月30日、厚生労働事務次官に就任。
2012年（平成24年）9月10日、退官。退官後は京都大学iPS細胞研究所特定研究員を務め、2014年（平成26年）10月1日には京都大学理事に就任した。

## 年譜
- 1973年（昭和48年）8月 - 国家公務員採用上級甲種試験（経済）合格[1]
- 1974年（昭和49年）
  - 3月 - 京都大学経済学部卒業[2]
  - 4月 - 厚生省大臣官房人事課[2]
  - 5月 - 厚生省医務局総務課[2]
- 1976年（昭和51年）7月 - 厚生省年金局年金課[2]
- 1977年（昭和52年）4月 - 厚生省年金局年金課主査[2]
- 1978年（昭和53年）5月 - 厚生省年金局年金課企画法令第二係長[2]
- 1980年（昭和55年）6月 - 厚生省保険局医療課課長補佐[2]
- 1982年（昭和57年）4月 - 厚生省保険局国民健康保険課課長補佐[2]
- 1984年（昭和59年）4月 - 徳島県企画調整部青少年婦人室[2]
- 1985年（昭和60年）4月 - 徳島県保健環境部環境保全課長[2]
- 1986年（昭和61年）4月 - 徳島県企画調整部企画調整課長[2]
- 1987年（昭和62年）4月 - 厚生省健康政策局総務課課長補佐[2]
- 1988年（昭和63年）4月 - 厚生省大臣官房会計課課長補佐[2]
- 1989年（平成元年）6月 - 厚生省大臣官房総務課広報室長[2]
- 1990年（平成2年）6月 - 厚生省大臣官房老人保健福祉部老人福祉課シルバーサービス指導官[2]
- 1991年（平成3年）7月 - 社会福祉・医療事業団企画指導部上席調査役[2]
- 1992年（平成4年）
  - 1月 - 厚生省大臣官房政策課企画官[2]
  - 9月 - 日本貿易振興会ニューヨークセンター駐在員[1]
- 1995年（平成7年）
  - 6月 - 厚生省大臣官房付[2]
  - 6月 - 厚生省年金局年金課長[2]
- 1996年（平成8年）7月 - 厚生省薬務局経済課長[2]
- 1997年（平成9年）7月 - 厚生省健康政策局経済課長[2]
- 1998年（平成10年）1月 - 厚生省健康政策局総務課長[2]
- 1999年（平成11年）8月 - 厚生省大臣官房会計課長[2]
- 2001年（平成13年）1月 - 厚生労働省大臣官房会計課長[2]
- 2002年（平成14年）8月 - 厚生労働省大臣官房審議官（医薬保険・医政担当）[1]
- 2003年（平成15年）8月 - 厚生労働省医薬食品局長[2]
- 2005年（平成17年）8月 - 厚生労働省大臣官房長[2][4]
- 2006年（平成18年）9月 - 厚生労働省老健局長[2]
- 2008年（平成20年）7月 - 厚生労働省社会・援護局長[2]
- 2009年（平成21年）7月 - 厚生労働省医政局長[2][7]
- 2010年（平成22年）7月 - 厚生労働事務次官[2]
- 2012年（平成24年）9月 - 退官[2]
- 2013年（平成25年）4月 - 京都大学iPS細胞研究所特定研究員（最先端研究）[2]
- 2014年（平成26年）[2]
  - 4月 - 京都大学iPS細胞研究所特定研究員[2]
  - 10月 - 京都大学理事[2]